# Adobe GoLive
Adobe Golive fue un editor de páginas web WYSIWYG desarrollado por Adobe Systems, escrito en C++. Reemplazó a Adobe PageMill y fue reemplazada por Adobe Dreamweaver. La última versión que fue lanzada fue Adobe Golive 9 (2007).

## Historia
Adobe Golive se originó como un producto estrella de GoNet Communications Inc. con sede en Menlo Park, California, Estados Unidos donde su desarrollo empezó en 1996 y tuvo lugar en Hamburgo, Alemania.[cita requerida] Más tarde, GoNet Communications Inc. cambiaría el nombre a Golive Systems Inc. y el nombre del producto se cambiaría a Golive CyberStudio.
Posteriormente, en 1999, Adobe compraría la oficina que desarrollaba Golive en Hamburgo para seguir desarrollando Golive y el nombre de Golive pasaría a llamarse Adobe Golive convirtiéndose en un producto más de Adobe.[cita requerida]
Adobe Golive fue vinculado al mercado tradicional de diseño, donde fue integrado a la suite de productos de Adobe y no al desarrollo web profesional.[cita requerida] Las primeras versiones de Adobe Dreamweaver y Adobe Golive, ambos editores HTML de tipo WYSIWYG, fueron lanzados al mercado en un plazo de tiempo similar donde Dreamveaver dominó el mercado.[cita requerida]
Adobe Creative Suite 2 (CS2) Premium contenía Adobe Golive y con el lanzamiento de Adobe Creative Suite 3 (CS3), se integra Adobe Dreamweaver y Adobe Golive (versión 9) pasa a ser un producto independiente.
En abril de 2008, Adobe anuncia que pone fin al desarrollo y ventas de Golive a favor de Adobe Dreamweaver.

## Características
Entre las características de Adobe Golive, es que ha incorporado gran parte del flujo modal que estaban influenciadas por el drag and drop, un inspector contextual (en lugar de un flujo de trabajo de modos de transporte que se encuentra en Dreamveawer) que interacciona con el usuario, un panel bidimensional que podía aplicar estilos CSS a los elementos, tablas de anidación compatibles, integración con otros programas de Adobe como arrastrar y soltar archivos en Illustrator y Photoshop.[cita requerida]

## Versiones
| Versión              | Nombre de desarrollo | Sistema operativo soportado                 | Fecha de lanzamiento |
| -------------------- | -------------------- | ------------------------------------------- | -------------------- |
| GoLive 1.0           |                      | Classic Mac OS                              | Junio de 1996        |
| GoLive 1.1 Pro       |                      | Classic Mac OS                              | Agosto de 1996       |
| GoLive CyberStudio 1 |                      | Classic Mac OS                              | Abril de 1997        |
| GoLive CyberStudio 2 |                      | Classic Mac OS                              | Septiembre de 1997   |
| GoLive CyberStudio 3 |                      | Classic Mac OS                              | Abril de 1998        |
| Adobe GoLive 4       |                      | Classic Mac OS                              | Enero de 1999        |
| Adobe GoLive 4       |                      | Microsoft Windows                           | Mayo de 1999         |
| Adobe GoLive 5       | The Fifth Element    | Classic Mac OS, Microsoft Windows           | Agosto de 2000       |
| Adobe GoLive 6       | The 6th Day          | Classic Mac OS, Mac OS X, Microsoft Windows | Febrero de 2002      |
| Adobe GoLive CS      | Se7en                | Mac OS X, Microsoft Windows                 | Octubre de 2003      |
| Adobe GoLive CS2     | Reloaded             | Mac OS X, Microsoft Windows                 | Abril de 2005        |
| Adobe GoLive 9       | Vicious              | Mac OS X, Microsoft Windows                 | Junio de 2007        |

### Editores de páginas web de código abierto
- KompoZer
- Mozilla Composer
- Mozilla SeaMonkey
- Notepad++
- NVU

### Editores de páginas web de código cerrado
- Adobe Dreamweaver
- Adobe PageMill
- Microsoft FrontPage
- Microsoft Expression Web
- Microsoft SharePoint Designer

### Otros
- Adobe Creative Suite
- Adobe Dreamweaver
- Adobe PageMill
- Lista de editores HTML